# Kanton Dormans
Kanton Dormans (fr. Canton de Dormans) byl francouzský kanton v departementu Marne v regionu Champagne-Ardenne. Tvořilo ho 14 obcí. Zrušen byl po reformě kantonů 2014.

## Obce kantonu
- Boursault
- Le Breuil
- Champvoisy
- Courthiézy
- Dormans
- Festigny
- Igny-Comblizy
- Leuvrigny
- Mareuil-le-Port
- Nesle-le-Repons
- Œuilly
- Troissy
- Verneuil
- Vincelles